# Lepanthes rekoi
Lepanthes rekoi är en orkidéart som beskrevs av Richard Evans Schultes. Lepanthes rekoi ingår i släktet Lepanthes och familjen orkidéer. Inga underarter finns listade i Catalogue of Life.